# Rudolf Medek

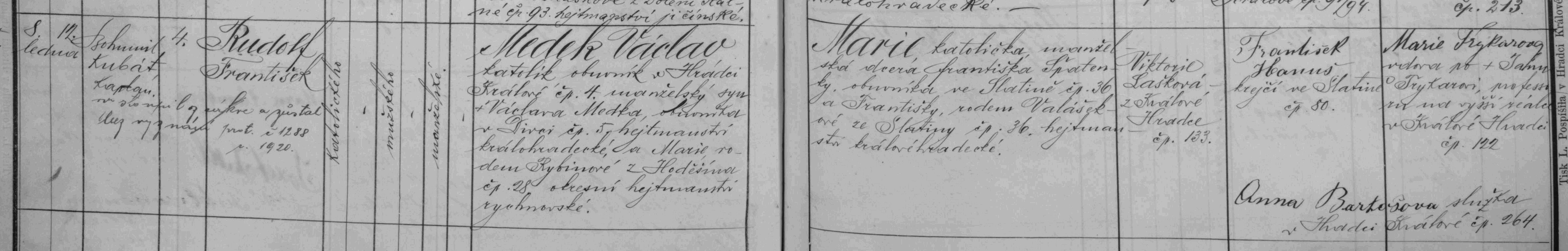
matriční zápis o narození a křtu Rudolfa Medka (matrika N 1877-1897 Hradec Králové (SOA Zámrsk))

Rudolf Medek (8. ledna 1890 Hradec Králové – 22. srpna 1940 Praha) byl český spisovatel a voják.

## Život

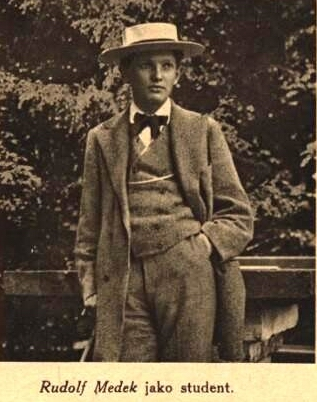
Rudolf Medek jako student

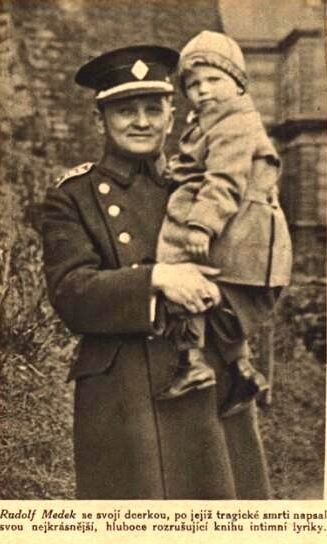
Rudolf Medek s dcerou Evou

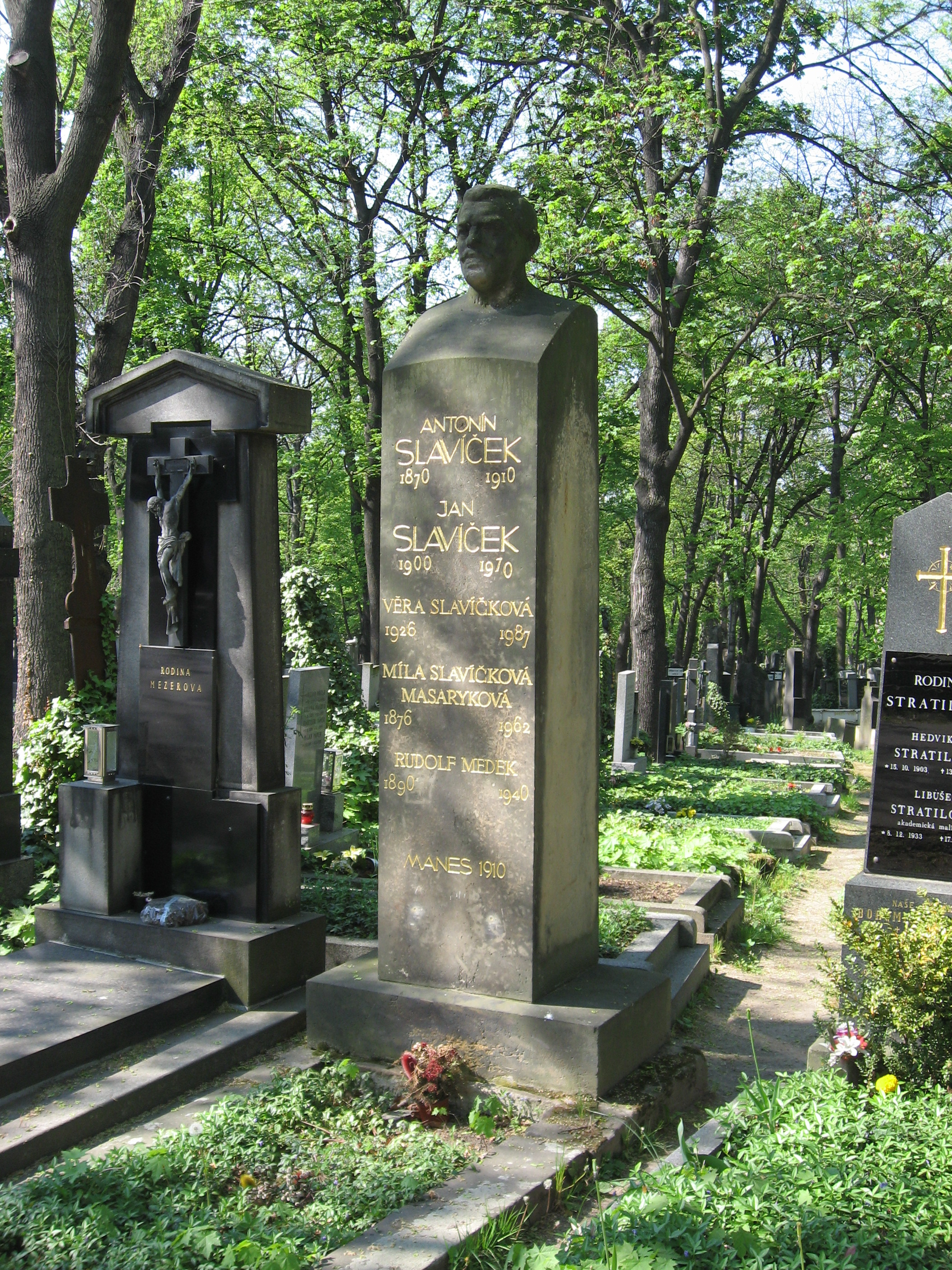
hrob Rudolfa Medka na Olšanských hřbitovech

### Mládí
Narodil se v rodině královéhradeckého obuvníka Václava Medka a jeho manželky Marie, rozené Špatenkové.
Vystudoval učitelský ústav v Hradci Králové a v letech 1909–1914 učil na školách v okrese. Měl šest sourozenců, bratr Jaroslav Medek (1893–1971) byl autorem románů z 1. světové války.

### V legiích
V roce 1914 byl povolán do armády a absolvoval důstojnický kurs. V první světové válce byl nasazen na ruské frontě a o Vánocích 1915 přešel k Rusům. Po pobytu v zajateckých táborech vstoupil do československých legií v Rusku. Účastnil se bitvy u Zborova, po ní doprovázel v Rusku T. G. Masaryka a v letech 1917–1918 byl redaktorem časopisu Československý voják. S legiemi se zúčastnil cesty Sibiří a v roce 1919 byl členem delegace s vojensko-politickým posláním do USA a Francie. Do 31. prosince 1919 dosáhl hodnosti podplukovníka.

Rudolf Medek v československých legiích v Rusku
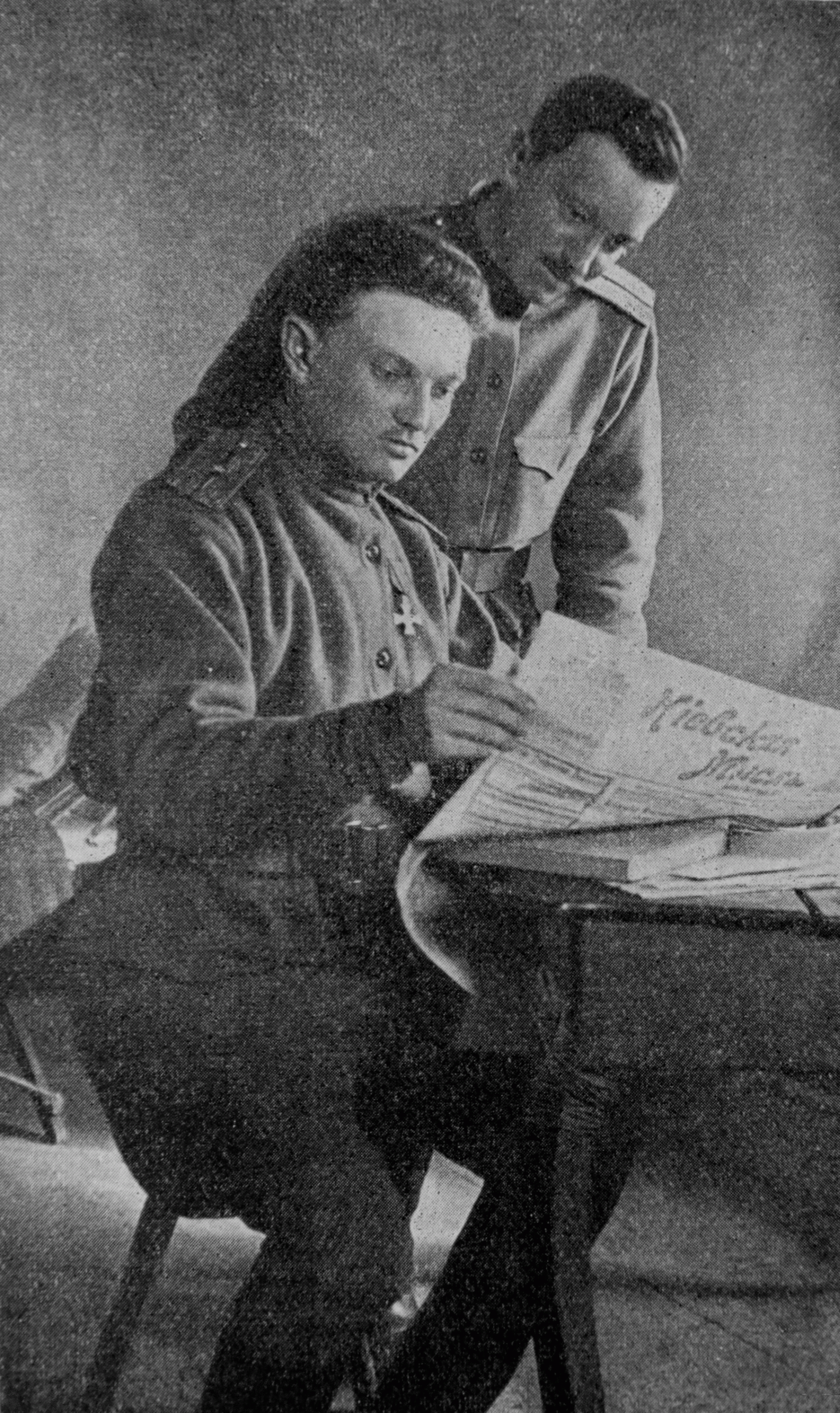
Sedící (v hodnosti praporčíka)
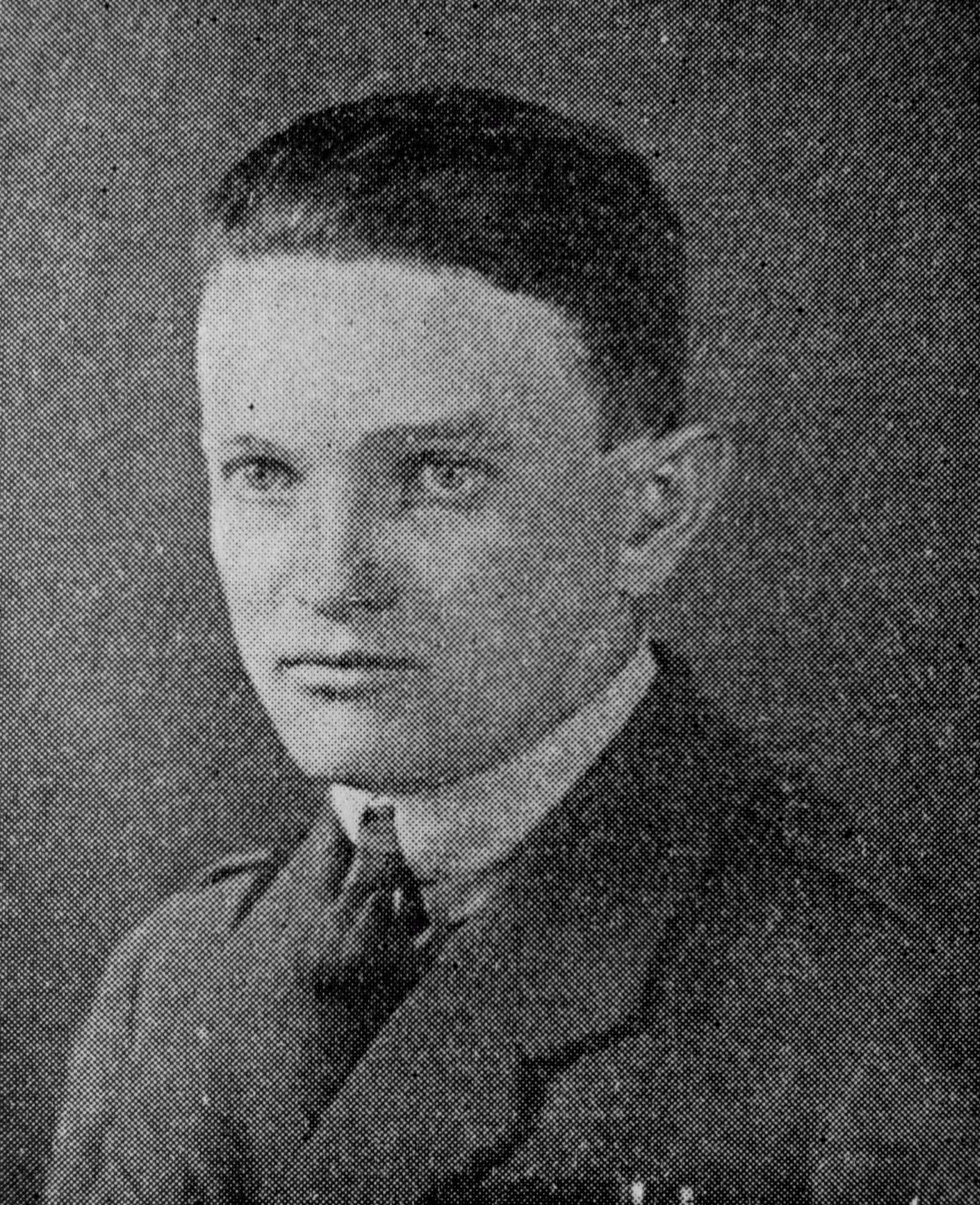
Portrét (v hodnosti praporčíka)

### Po návratu do vlasti
Po návratu do Československa se ve službách československé armády stal plukovníkem, v dubnu 1931 byl povýšen na brigádního generála.
Roku 1919 mu britský král udělil Řád za vynikající službu (Distinguished Service Order), ve Francii získal Řád čestné legie; tato vyznamenání po Mnichovské dohodě vrátil.
V letech 1920–1929 byl ředitelem Památníku odboje a v letech 1929–1939 a po jeho sloučení s dalšími institucemi do Památníku národního osvobození se stal jeho ředitelem. Od roku 1929 se angažoval i politicky, ale jen jako nestraník (jako voják nemohl být totiž členem žádné politické strany).

### Polemika v době insigniády
Dne 27. listopadu 1934 (zveřejněno o den později) vydala skupina českých spisovatelů (mezi kterými byl i Karel Čapek) prohlášení, ve kterých odsuzovali protiněmecké manifestace českých studentů v době tzv. insigniády; tyto útoky nazvali fašistickými. Rudolf Medek na to reagoval 29. listopadu otevřeným dopisem Karlu Čapkovi. V něm se zastával násilně demonstrujících českých studentů a poukázal na původce – německé studenty, kteří obsadili Karolinum a byli odtamtud českými studenty vyhnáni. V závěru použil emotivní prohlášení „Věru, nechtěl bych vidět ten obraz, kdy Karel Čapek, S. K. Neuman [sic] a A. M. Tilschová, spolu s Jindřichem Vodákem a Vítězslavem Nezvalem cvičí ‚klencáky‘ v nějakém koncentračním táboře.“
Tento dopis a zejména citovaná věta vyvolaly ostré polemiky, během kterých byl Medek účelově označován za zastánce fašismu. Sám Medek později charakterizoval svou poznámku jako ironickou a žertovnou, na svém postoji však trval a prohlášení spisovatelů označil jako bolševické a polobolševické fráze. Tato polemika dovedla Medka až k tomu, že v období tzv. Druhé republiky usiloval o revizi tradic meziválečné demokratické kultury.

### Po zániku Československa
6. května 1939 vystoupil s hlavním, silně vlastenecky laděným projevem při pohřbu Karla Hynka Máchy na Vyšehradě. Již v květnu 1939 ale začaly být na základě příkazu ministerstva školství a osvěty prověřovány knihy ve školních knihovnách a "závadné", mezi nimi i knihy Rudolfa Medka, vyřazovány. 27. března 1940 vydalo kulturní oddělení Tiskového odboru předsednictva ministerské rady dodatek k Seznamu škodlivého a nežádoucího písemnictví, podle kterého bylo třeba všechny knihy seznamu vyloučit z oběhu. Mezi 367 tituly tohoto dodatku se ocitla legionářská díla Rudolfa Medka, ve společnosti vybraných děl autorů jako Karel Čapek, Viktor Dyk, Karel Havlíček Borovský či Vítězslav Nezval.
Zemřel v srpnu 1940 na zánět pobřišnice a byl pohřben na Olšanských hřbitovech.

### Rodina
Jeho manželkou se stala dcera malíře Antonína Slavíčka Eva (1895–1953). Měli spolu dva syny: novináře Ivana Medka (1925–2010) a malíře Mikuláše Medka (1926–1974). Dcera Eva (1921–1924) zemřela předčasně. Po roce 1929 žila rodina ve služebním bytě v Památníku národního osvobození.

## Citát
| „                  | Chodívali jsme často, ale raději to přiznám hned, téměř denně do Paukertovy vinárny na Národní třídě...Chodíval tam i generál a spisovatel Rudolf Medek, který se hlásil k nejpravější pravici. Ale protože, jak říkal, byli mezi nimi nezáživní kumpáni, chodil raději mezi nás, ačkoliv mu bylo vyslechnout mnoho, co by jiného urazilo. Medek se jen usmíval. Když mu jednou Halas řekl, že je náš třídní nepřítel, odpověděl, že se diví, proč jen tři dny. A tak se stalo, že nad jeho rakví, když počátkem protektorátu zemřel, rozloučil se s ním Josef Hora. Pohřbili ho do hrobu jeho nešťastného tchána, malíře Antonína Slavíčka, otce jeho ženy Evy. Také nešťastné. | “ |
| — Jaroslav Seifert | |   |

## Dílo

### Básně
Jeho prvotní básnická tvorba odpovídala symbolismu, uplatňovanému v Moderní revue (ve které též publikoval):
- Půlnoc bohů – 1912,
- Prsten – 1914.

### Legionářská literatura
Po první světové válce byl ovlivněn svou působností v legiích. Činnost legionářů oslavoval, jeho dílo po roce 1948 v socialistickém Československu nevycházelo.
- Svatý Václav – 1918, báseň ze Sibiře, zveřejněná později v knize "Medvídci presidenta Masaryka"[19]
- Lví srdce – 1919, básnická sbírka oslavující legie [20]
- Zborov – poprvé vyšlo samostatně v Čeljabinsku 1918;[21] později báseň součástí sbírky Lví srdce , jejíž zhudebnění pro sbor od Rudolfa Karla vyšlo tiskem roku 1927 .
- Ohnivý drak – 1921, kronika posledních let monarchie, vypuknutí války a první dezerce na frontě.
- O našich legionářích, dětech a zvířátkách na Sibiři – 1923, vyprávění vlastních vzpomínek pro děti
- Veliké dny – 1923, zobrazuje vznik legií až po bitvu u Zborova. [22]
- Ostrov v bouři – 1925, ukazuje zmatky na Ukrajině při říjnové revoluci. [23]
- Mohutný sen – 1926, líčí účinkování legií na severu (Zborov) a jejich probíjení na východ (Vladivostok). [24]
- Za domovinu – 1926, přibližuje mládeži působení legií na frontách I. světové války ve formě povídek.
- Anabase – 1927, poslední měsíce na Dálném východě. [25]
- Medvídci presidenta Masaryka  – 1927, vázaná kniha legionářských povídek pro mládež
- Plukovník Švec – 1928, divadelní hra o třech dějstvích o veliteli (Penza, Kazaň, Aksakovo), který se zastřelí, aby zastavil rozpad morálky.
- Legenda o Barabášovi – 1932, román, který je obdobou Dona Quijota. Hlavní postavou je zde kapitán Barabáš a jeho sluha, román někdy bývá chápán jako polemika s Haškovým Švejkem.
- Pouť do Československa: válečné paměti a vzpomínky z let 1914-1920 (4 díly). Praha: J. Otto, [1932]

### Filmografie
- Za československý stát (1928, režie Vladimír Studecký, role generála)
- Zborov (1938, režie Jan Alfred Holman a Jiří Slavíček, autor námětu)
- Plukovník Švec (1929, režie Svatopluk Innemann, hlavní role Bedřich Karen, autor námětu – dle div. hry a románu) Plukovník Švec, román Mohutný sen/4. Část kroniky Anabaze a kniha Za svobodu [39]
- Ohnivý drak (1925, režie Robert Zdráhal, autor námětu a scénáře)

### Překlady
- V sezóně 1927/1928 uvedlo Národní divadlo operu Sadko v Medkově překladu (spolu s Ferdinandem Pujmanem).[26]

### Dílo v elektronické monografii
- MEDEK, Rudolf. O našich legiích: pohádky a povídky [online]. Praha: F. Topič, 1935. Dostupné online.
- MEDEK, Rudolf. Kronika 2. československého pěšího pluku Jiřího z Poděbrad 1916-1920 [online]. Praha: Památník odboje, 1926. Dostupné online.
- MEDEK, Rudolf. Mohutný sen [online]. Praha, 1929. Dostupné online.
- MEDEK, Rudolf. Ostrov v bouři: román z války [online]. V Praze: Jos. R. Vilímek, 1929. Dostupné online.
- MEDEK, Rudolf. Veliké dni: Román z války [online]. V Praze: Jos. R. Vilímek, 1929. Dostupné online.
- MEDEK, Rudolf. Ohnivý drak: Román z války [online]. V Praze: Jos. R. Vilímek, 1929. Dostupné online.
- MEDEK, Rudolf. O našich legiích: pohádky a povídky [online]. Praha: F. Topič, 1935. Dostupné online.

## Vyznamenání
| Řád svaté Anny, IV. třídy                         | Řád svaté Anny, IV. třídy                         |
| Řád svatého Vladimíra, IV. třídy s meči a mašlí   | Řád svatého Vladimíra, IV. třída s meči a mašlí   |
| Řád svatého Stanislava, III. třídy s meči a mašlí | Řád svatého Stanislava, III. třídy s meči a mašlí |
| Řád svatého Jiří, IV. třídy                       | Řád svatého Jiří, IV. třídy                       |
| Řád svaté Anny, III. třídy s meči a mašlí         | Řád svaté Anny, III. třídy s meči a mašlí         |
| Československý válečný kříž 1914–1918             | Československý válečný kříž 1914–1918             |
| Řád sokola, vojenská skupina s meči               | Řád sokola, vojenská skupina s meči               |
| Řád za vynikající službu                          | Řád za vynikající službu                          |
| Československá revoluční medaile                  | Československá revoluční medaile                  |
| Medaile vítězství                                 | Československá medaile Vítězství                  |
| Řád medvědobijce, II. třídy                       | Řád medvědobijce, II. třídy                       |
| Řád čestné legie, V. třídy – rytíř                | Řád čestné legie, V. třídy – rytíř                |
| Řád čestné legie, III. třídy – komandér           | Řád čestné legie, III. třídy – komandér           |
| Řád svatého Sávy, III. třídy – komandér           | Řád svatého Sávy, III. třídy – komandér           |
| Řád koruny, III. třídy – komandér                 | Řád koruny, III. třídy – komandér                 |

## Posmrtná připomínka
Památku Rudolfa Medka jako ředitele Památníku osvobození připomíná jeho busta a pamětní deska, umístěné ve vstupní hale Armádního muzea Žižkov.